# Hébécourt (Eure)
Hébécourt ist eine französische Gemeinde mit 634 Einwohnern (Stand: 1. Januar 2022) im Département Eure in der Region Normandie. Sie gehört zum Arrondissement Les Andelys und zum Kanton Gisors.
Die Einwohner werden Hébécourtois genannt.

## Geographie
Hébécourt liegt etwa 76 Kilometer ostsüdöstlich von Rouen.

### Nachbargemeinden
Umgeben ist Hébécourt von den Nachbargemeinden Mainneville im Norden und Nordwesten, Amécourt im Norden und Osten, Bazincourt-sur-Epte im Osten und Südosten, Saint-Denis-le-Ferment im Süden sowie Sancourt im Westen.

## Bevölkerungsentwicklung
| Jahr      | 1962 | 1968 | 1975 | 1982 | 1990 | 1999 | 2006 | 2013 |
| Einwohner | 346  | 281  | 280  | 351  | 448  | 500  | 552  | 586  |

## Sehenswürdigkeiten
- Kirche Saint-Laurent, Monument historique seit 1927

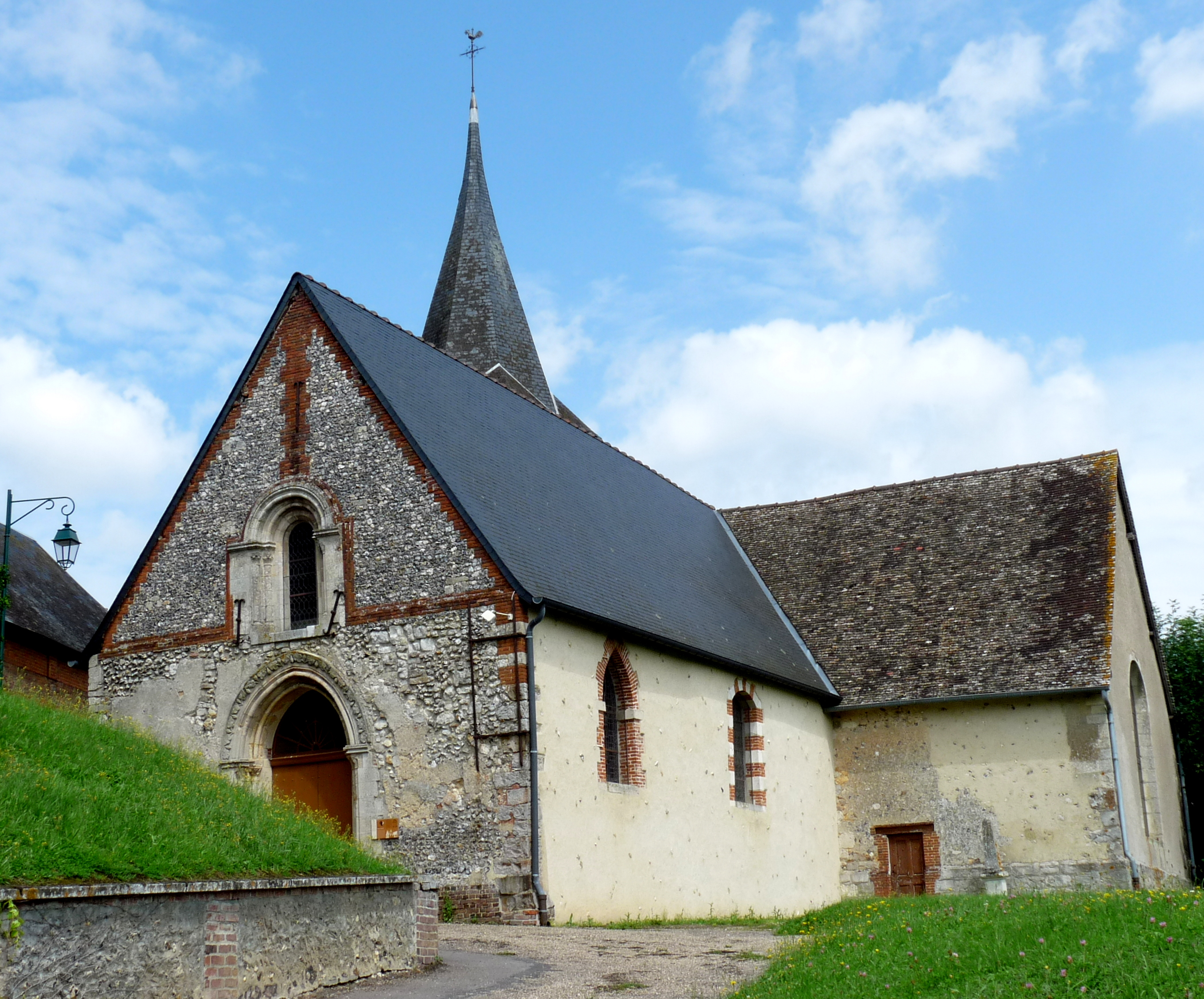
Kirche Saint-Laurent